# Stolnica Zvartnoc
Stolnica Zvartnoc (armensko: Զուարթնոց տաճար (klasična); Զվարթնոց տաճար (preoblikovana); dobesedno Stolnica nebeških angelov) je armenska stolnica iz 7. stoletja, centralnega tlorisa s štirimi apsidami po naročilu katolikosa Narzesa III. Graditelja iz leta 643-652. Zdaj v razvalinah stoji na robu mesta Vagharšapat (Ečmiadzin) v armenski provinci Armavir.

## Zgodovina
Zvartnoc je bil zgrajen v času, ko so velik del Armenije pred tem preplavili muslimanski Arabci, ki so postopoma zasedali Sasanidsko Perzijo, katere del je bila tudi Armenija. Gradnja stolnice se je začela leta 643 pod vodstvom katolikosa Narzesa III. (z vzdevkom Šinogh ali Graditelj). Posvečena svetemu Gregoriju, je bila na mestu, kjer naj bi potekalo srečanje med kraljem Tiridatom III. in Gregorjem Razsvetiteljem. Po srednjeveškem armenskem zgodovinarju Mojsesu Kaghankatvaciju, je bila stolnica posvečena leta 652 . Od leta 653 do 659 je bil Nerses v Tajku (zgodovinska provinca), gradnja stolnice pa se je nadaljevala pod Anastasom Akoracijem. Po arabski okupaciji Dvina in zaostrenih vojnah med bizantinsko in arabsko vojsko na nekdanjih vzhodnih mejah je Nerses patriarhalno palačo katoličanov prenesel iz Dvina v Zvartnoc .
Zunanjost cerkvene zasnove, ki vsebuje kapitele z jonskimi volutastimi stebri, orlovske kapitele in frize z vinskimi viticami, razkriva vpliv sirske in severne mezopotamske arhitekture .
Stolnica v Zvartnocu je stala do konca 10. stoletja, vendar zgodovinski viri o vzroku njenega propada molčijo. Kopijo stolnice je v Aniju postavil arhitekt Trdat pod vladavino Gagika I. Baelovnija v zadnjem desetletju 10. stoletja. Sodobni armenski zgodovinar Stepanos Taroneci je pri opisovanju cerkve, ki jo je Gagik I. ustanovil, označil za »veliko zgradbo pri Vałaršapatu [Vagharšapat], ki je bila posvečena istemu svetniku, ki je postala ruševina«.

## Izkopavanja
Razvaline Zvartnoca so ostale zakopane, dokler njeni ostanki niso bili odkriti na začetku 20. stoletja. Najdišče so izkopali med letoma 1901 in 1907 pod vodstvom vardapeta (visoko izobražen arhimandrit) Kačika Dadjana, razkrili pa so temelje stolnice, pa tudi ostanke katolikosove palače in vinsko klet. Izkopavanja so razkrila tudi, da je Zvartnoc stal na ostankih struktur, ki so segale v čas vladavine urartskega kralja Rusa II..

## Zgradba
Večina učenjakov sprejema rekonstrukcijo iz leta 1905 Torosa Toramanijana, ki je delal na izvirnih izkopavanjih in meni, da je imela stavba tri nadstropja.
Nekateri učenjaki, kot Stepan Mnacakanjan in še posebej A. Kuznecov, pa njegovo rekonstrukcijo zavračajo in sta ponudila alternativne tlorise. Kuznecov je na primer trdil, da je Toramanjanov tloris 'konstrukcijsko nelogičen' in vztrajal, da takratna tehnična strokovnost ne ustreza krepki zasnovi, ki si jo je zamislil arhitekt.
Notranjost mozaično okrašene cerkve je imela obliko grškega križa ali tetrakonha (središčni prostor s štirimi apsidami), pri čemer je to območje obdajal hodnik, zunanjost pa je bil 32-stranski poligon, ki je bil od daleč viden kot krožen.
Nekateri viri trdijo, da je stolnica Zvartnoc upodobljena na gori Ararat v reliefu v Sainte-Chapelle v Parizu. Vendar to ni zelo verjetno, saj je bila freska naslikana več kot 300 let po uničenju cerkve.
Skupaj s cerkvami v Vagharšapatu (Ečmiadzin) je bil Zvartnoc leta 2000 uvrščen na seznam Unescove svetovne dediščine.
Risba stolnice je bila upodobljena na prvi izdaji bankovcev za 100 AMD, njen model pa se lahko vidi v zgodovinskem muzeju v Erevanu.

## Vpliv
Cerkev svetega Gregorja (bolj znana kot Gagkašen) v Ani (danes v Turčiji) je bila zgrajena leta 1001-1005 in naj bi bila kopija Zvartnoca.
Cerkev Svete Trojice v okrožju Malatia-Sebastia v Erevanu je po Zvartnocu oblikoval arhitekt Bagdasar Arzoumanjan, dokončana pa je bila leta 2003.

## Galerija
- Karta cest okoli nadišča Zvartnoc
- Stebri stolnice Zvartnoc
- Delno rekonstruiran 'armenski jonski kapitel' na vrhu enega od stebrov
- Obnovljeni odseki razvalin stolnice Zvartnoc
- Eden od stebrov porušene cerkve
- Orlovski kapitel
- Fragment slepe arkade
- Sodobna reprodukcija sončne ure
- Spandrel slepe arkade vsebuje upodobite zidarja
- Rekonstruirani del stolnice Zvartnoc
- Vinske posode
- Možen izgled stolnice na ruševinah, rekonstrukcija Toramanjan
- Detajl rekonstrukcije
- Notranjost, rekonstrukcija Toramanjan

- Panoramski pogled na Zvartnoc